# پل کرک (پل)
پل کرک (Krk) (کرواتی: Krčki most) یک پل قوسی بتن مسلح به طول 1430 متر است که جزیره کرک (Krk) کرواسی را به سرزمین اصلی متصل می‌کند. با حمل بیش از یک میلیون وسیله نقلیه در سال، این تنها پل دارای عوارض در کرواسی است که جزئی از یک بزرگراه نیست. طولانی‌ترین پل دو قوسی، سومین طولانی‌ترین پل قوسی بتنی جهان و طولانی‌ترین پل خارج از چین و طولانی‌ترین سازه قوسی در میان سازه‌های قوسی طولانی است. این پل در ماه ژوئیه سال 1980 تکمیل و افتتاح شد و در ابتدا به افتخار رئیس‌جمهور یوگسلاوی یوسیپ بروز تیتو، که دو ماه قبل از آن درگذشته بود، در اصل به عنوان تیتوف موست (به انگلیسی: Titov most)("پل تیتو")(به انگلیسی: "Tito's bridge") نامگذاری شد.  این پل از آن زمان به پل کرک یا(کرواتی: Krčki most) تغییر نام یافته‌است.

## ساخت
این پل توسط ایلیا استوادینوویچ (به انگلیسی: Ilija Stojadinović) در همکاری با ووکن انجاگل (به انگلیسی: Vukan Njagulj) و بوجن موزینا (به انگلیسی: Bojan Možina) طراحی شده، و توسط مستوگرادنیا بلگراد (به انگلیسی:Mostogradnja Belgrade) و هایدروالکترا زاگرب (به انگلیسی: Hidroelektra Zagreb) بین سال‌های ۱۹۷۶ و ۱۹۸۰ ساخته شده‌است. این پل به عنوان یک پل معلق با نگهدارنده های کابلی موقت طراحی شده بود. از لحاظ سازه ای، این پل از دو دهانه قوس بتنی مسلح تشکیل شده‌است که در جزایر سنت مارک (کرواتی: Sv. Marko) بین کرک (به انگلیسی:Krk) و سرزمین اصلی است. طول طاق بلندتر ۳۹۰ متر است (در واقع ۴۱۶ متر، بخشی از قوس در آب است)، که آن را به طولانی‌ترین طاق بتنی در زمان ساخت مطرح کرده‌است،که این وجه تمایز آن به شمار می رفت تا زمانی که پل ونکسین (به انگلیسی: Wanxian Bridge) (طول طاق ۴۲۵ متر) در سال ۱۹۹۷ از آن پیشی گرفت. 

## ترافیک
پل کرک، ۱۹۳۸۳ نفر از ساکنان این جزیره (از سال ۲۰۱۱) و استراحتگاه‌های توریستی آن را به جادرانسکا مجیسترالا (به انگلیسی:  Jadranska magistrala )، جاده اصلی در امتداد ساحل دریای آدریاتیک متصل می کند.این شهر همچنین شهر ریجکا (به انگلیسی: Rijeka )را به فرودگاه ریجکا(به انگلیسی:Rijeka Airport)، که در کرک واقع شده‌است، متصل می‌کند. در ۲۰ سال اول وجود خود، این پل ۲۷ عبور کرد میلیون وسیله نقلیه، بیش از دو برابر تردد کشتی ورودی و خروجی از جزیره، داشت. افزایش سطح ترافیک، لزوم یک پل بزرگتر را برای جایگزینی این پل نشان داد که پل جایگزین هم‌اکنون در مراحل برنامه‌ریزی است.